# Arturo Merzario
Arturo Merzario, né le 11 mars 1943 à Civenna, dans la province de Côme, en Lombardie, est un pilote automobile italien. Il a participé à 57 Grands Prix de Formule 1 entre 1972 et 1979 et a inscrit onze points en championnat. Il a également fondé sa propre écurie Team Merzario qui n'a pas particulièrement brillé en Formule 1. Merzario a surtout démontré son talent de pilote en Sport-prototypes où son palmarès fait état de nombreuses victoires et places d'honneur.

## Biographie
Arturo Merzario commence à s’illustrer en sport automobile au sein de l’écurie Fiat-Abarth où il est régulièrement engagé dans deux disciplines très différentes, les courses de côtes et les compétitions de Sport. Son coup de volant lui permet de se faire remarquer de la Scuderia Ferrari en 1969. Au volant des Sport-prototypes au cheval cabré, Merzario décroche une troisième place aux 24 Heures de Daytona 1970 sur 312S. En 1971, il signe son premier succès pour Ferrari au Mugello. Parallèlement à ses engagements en Sport, il s’essaye à la monoplace en Formule 2 au volant d’une Tecno mais l’expérience tourne court, Merzario ne parvenant que trop rarement à se qualifier ou à se classer.

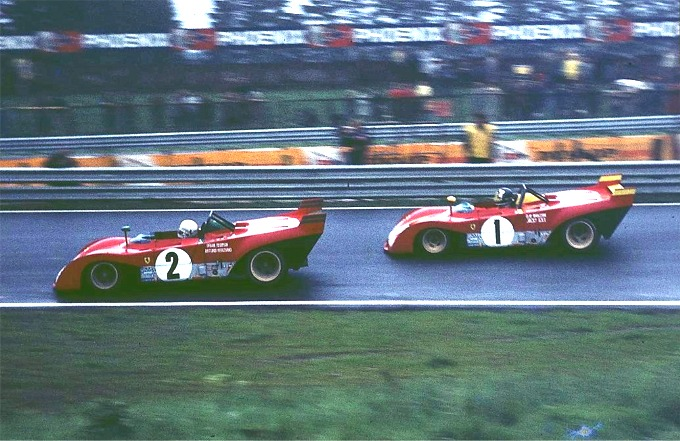
Arturo Merzario dépasse Jacky Ickx au Nurburgring en 1972.

À partir de 1972, son palmarès s’étoffe copieusement : associé à Brian Redman, il remporte l’épreuve de Spa-Francorchamps sur 312 PB, puis en compagnie de Sandro Munari la Targa Florio sur 312P et enfin les 9 Heures du Rand en Afrique du Sud associé à Clay Regazzoni. Merzario remporte le Championnat d'Europe des voitures de sport et permet ainsi à Ferrari de remporter le championnat du monde de voitures de sport. Ferrari lui donne l’occasion de participer à son premier Grand Prix de Formule 1 lors de l'épreuve de Grande-Bretagne. Au volant de la 312B il décroche une belle neuvième place sur la grille de départ puis inscrit son premier point dans la discipline en terminant sixième. Il prend le départ de l’épreuve allemande mais, qualifié en fond de grille, termine à une anonyme douzième place. Faute de monoplace disponible (la nouvelle Ferrari 312B2 reçoit une nouvelle architecture moteur à 12 cylindres boxer au lieu du V12 de la 312B), Arturo ne peut participer à l’épreuve canadienne pour laquelle il était inscrit.

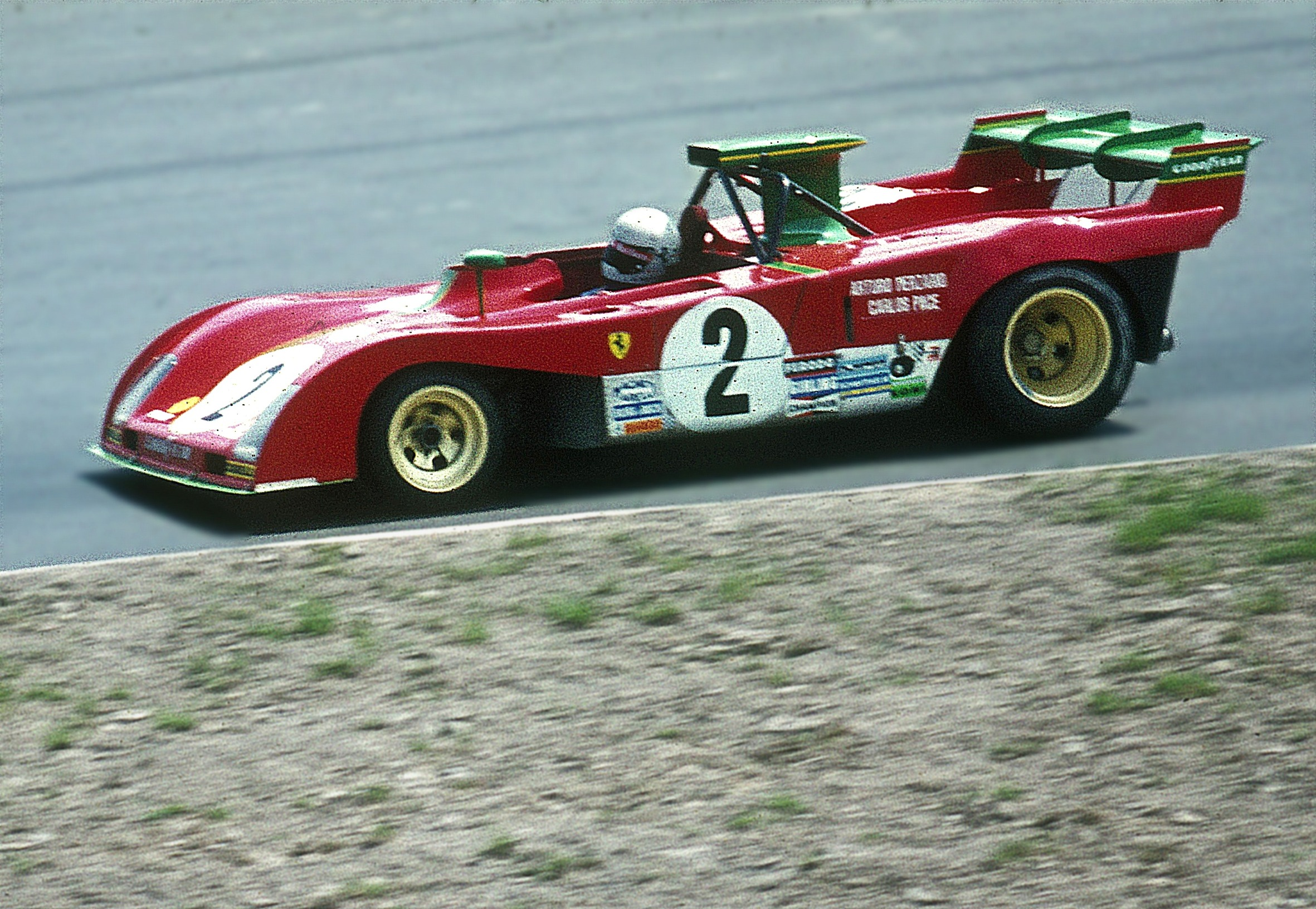
Arturo Merzario sur Ferrari 312 PB au Nurburgring en 1973.

L'année suivante, les 312 B2 puis 312 B3 à motorisation flat 12 ne sont pas toujours disponibles pour Merzario qui ne dispute que neuf courses. Les monoplaces sont beaucoup moins fringantes que leurs devancières mais Merzario parvient à se classer à deux reprises au pied du podium lors des épreuves du Brésil et d’Afrique du Sud. Il progresse en qualifications mais ne parvient pas à inscrire de nouveaux points, échouant à la septième place en France et en Autriche. Il poursuit sa carrière en Sport et termine second des 24 Heures du Mans.
En 1974, Ferrari « libère Merzario de ses engagements » en Formule 1 et en Sport-Proto : l'Italien trouve refuge dans la jeune écurie Iso-Marlboro de Frank Williams. Après deux abandons lors des deux premières épreuves, il décroche, sur la FW, une troisième place sur la grille à Kyalami qu'il convertit en une sixième place finale. Malgré une belle série de qualifications, Merzario ne réussit à plus à inscrire de points ou terminer les courses. Il lui faut attendre la treizième épreuve, en Italie, pour qu’il retrouve le chemin des points en terminant quatrième de son épreuve nationale. En Sport, désormais chez Autodelta, la branche sportive d'Alfa Romeo, il remporte les 1 000 km de Monza sur Alfa 33TT12.
En 1975 Merzario poursuit l'aventure en Formule 1 avec Frank Williams au sein de la nouvelle écurie Williams. La monoplace est celle de la saison précédente et les résultats sont décevants en début de saison. La nouvelle FW04 qui débute en Espagne n’apporte pas de regain de performance et la FW est à nouveau engagée, sans plus de réussite. Chez Williams, Merzario ne reçoit jamais le drapeau à damiers de toute la saison, sauf lors du Grand Prix inaugural où il termine non classé à près de dix tours du vainqueur Emerson Fittipaldi. Déçu de cette première partie de saison catastrophique, il rompt avec Williams et signe avec Willi Kauhsen dont l'écurie WKRT (Willi Kauhsen Racing Team) engage des 33TT12 en Sport-proto. Le contraste avec la Formule 1 est saisissant puisque Merzario remporte, associé à Jacques Laffite, les 800 km de Dijon, les 1 000 km de Monza, les 1 000 km du Nürburgring et enfin les 1 000 km d'Enna-Perguza (Coupe Florio) avec Jochen Mass. Il termine également second au Mugello, à Spa-Francorchamps, à l'Österreichring et à Watkins Glen. En fin de saison, Alfa et Kaushen décrochent le titre mondial. Merzario n'a pas pour autant coupé les ponts avec la Formule 1 puisqu'il effectue une pige pour Fittipaldi Automotive en Italie lorsque le patron-pilote Wilson Fittipaldi choisit d'abandonner le volant pour mieux se concentrer sur son rôle de directeur d‘écurie. La FD03 de l'équipe novice ne permet à Merzario que de décrocher la onzième place finale, ce qui constitue tout de même le meilleur résultat de l'équipe depuis ses débuts dans la discipline reine.

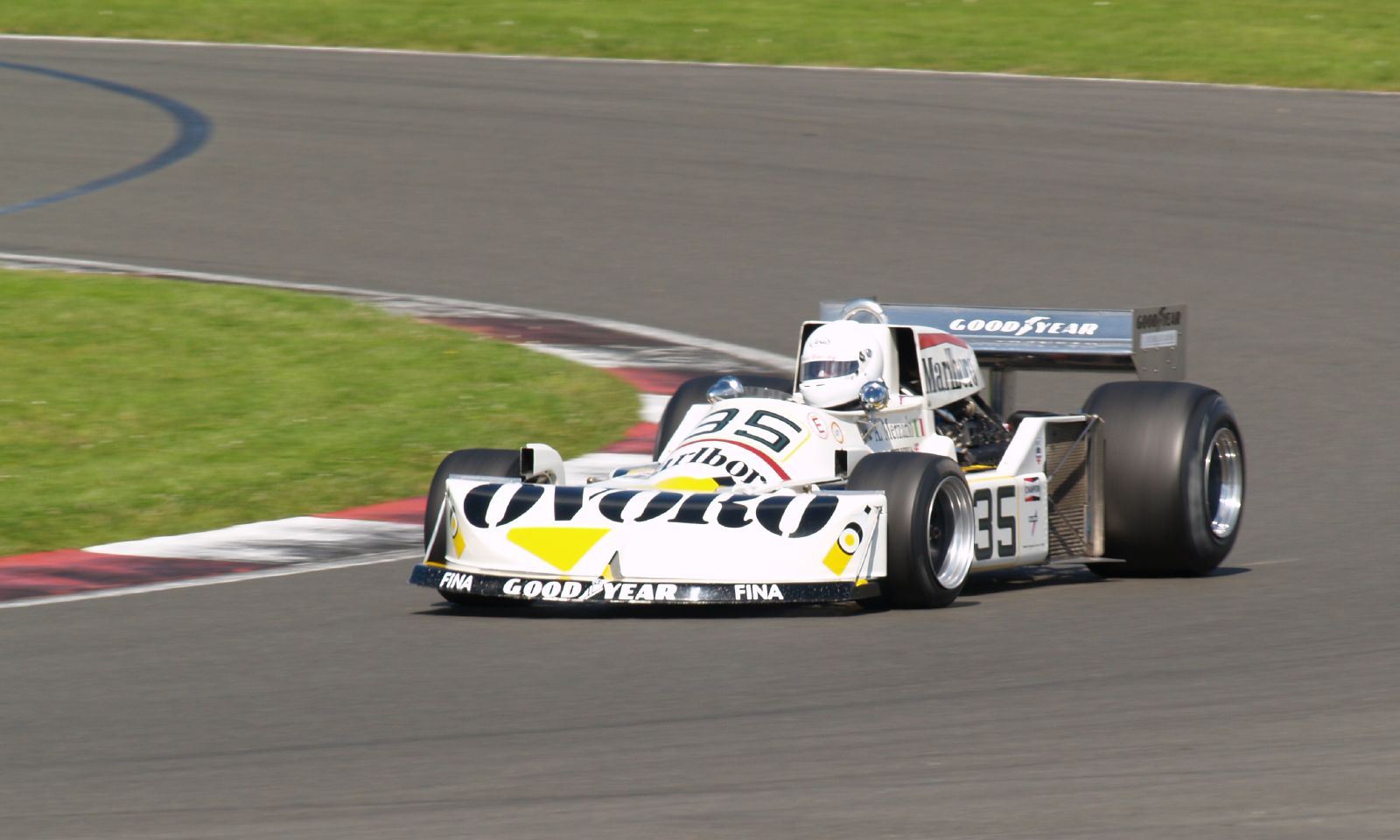
La March 761 Ovoro de la saison 1976.

En 1976, il signe avec l'écurie semi-privée Ovoro qui engage des March 761. Il rate sa qualification lors de la première épreuve et se qualifie en fond de grille à six reprises. Merzario ne reçoit le drapeau à damiers qu'en France où il se classe neuvième. Il est alors appelé à la rescousse par Frank Williams qui doit pallier le départ de Jacky Ickx, déçu des performances de sa monoplace, pour Ensign. L’écurie a encore changé de nom et s’appelle désormais Walter Wolf Racing. Au volant de la FW05, Merzario dispute les sept derniers Grands Prix de la saison et va revivre le même calvaire qu’en début d’année : il ne peut réaliser que des qualifications poussives et ne parvient jamais à terminer une seule course.
Sans volant en Formule 1 en 1977, Merzario s'engage à titre privé en championnat et le Team Merzario aligne une March 761B. Cette monoplace n’avait pas brillé la saison passée avec Ovoro et, en cinq participations au championnat, Arturo ne termine que le Grand Prix de Belgique (14e). Il effectue une pige pour Shadow en Autriche où il remplace Riccardo Patrese mais est contraint à l’abandon. Heureusement, ses résultats en Sport-Proto sont beaucoup plus satisfaisants. Il remporte, au sein d'Autodelta, les 500 km de Dijon sur 33TT12 (avec Jean-Pierre Jarier), les épreuves d'Estoril et d'Enna-Pergusa sur 33SC12 puis les 500 km du Castellet à nouveau avec Jarier. Merzario permet à Alfa de décrocher le titre mondial des constructeurs.

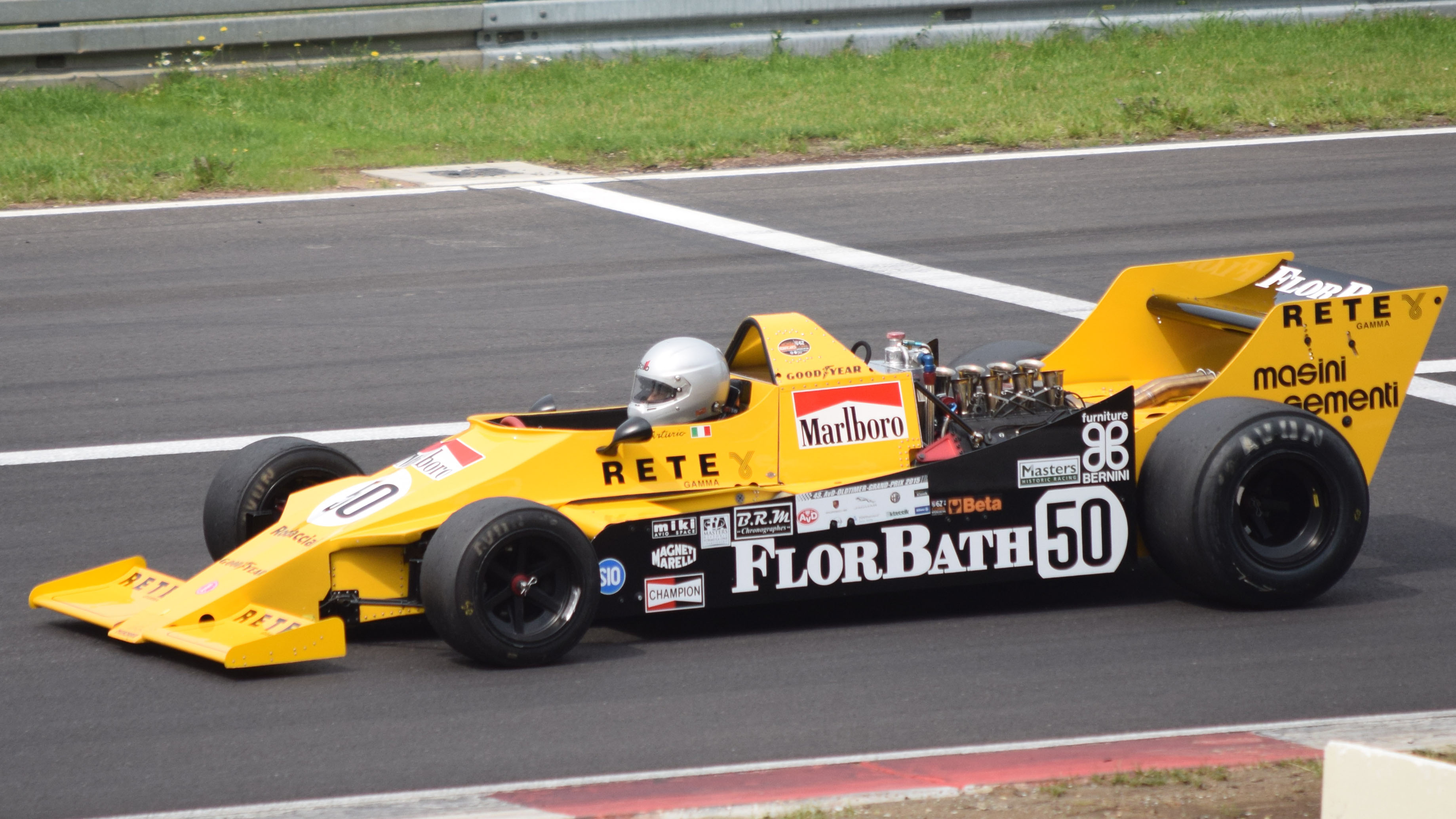
La Merzario A2 de 1979 en démonstration au Nurburgring en 2015.

En 1978, Merzario poursuit en Formule 1 avec sa propre écurie mais décide de passer à l’échelon supérieur en concevant ses propres monoplaces. Il est donc à la fois constructeur, concepteur, directeur d’écurie et pilote. Cette quadruple casquette va rapidement s’avérer trop lourde à porter. La Merzario A1 conçue par Arturo ne prend le départ que de huit épreuves dans la saison et ne voit le drapeau à damiers qu’en Suède à Anderstorp. Avec huit tours de retard sur Niki Lauda, Merzario n‘est pas classé. Arturo poursuit au volant de ses propres monoplaces en 1979. L'A1B, modeste évolution de sa devancière est engagée à quatre reprises, qualifiée deux fois et ne rejoint jamais l’arrivée. À partir du Grand Prix d'Espagne, la nouvelle A2, conçue elle par Giorgio Valentini, est engagée à trois reprises mais ne franchit jamais l’étape des qualifications. Il en ira de même avec l'A4 qui rate les qualifications à sept reprises.
En 1980, Arturo Merzario tente à nouveau de briller en Formule 1 et inscrit sa nouvelle M1 au Grand Prix de Belgique. Mais, à nouveau concepteur du châssis, il n'arrive pas à finaliser la monoplace avant la course et doit renoncer à son engagement. Il modifie la monoplace pour l'engager en Formule 2, sans succès notable. Il décide alors de mettre un terme à sa carrière sportive avant de retrouver le monde de la compétition dans les années 1990.
À partir de 1995, il court sur Maserati Ghibli en championnat italien de GT en catégorie GTA et renoue avec la victoire à Imola. En 1996, il se classe vingtième du classement général avec une troisième place à Magione et une victoire de classe (GT3) à Vallelunga. Il est quinzième du championnat en 1997 (toujours sur Ghibli), cinquième en 1998, septième en 1999 au volant d’une Porsche 996 GT3 cup et enfin septième en 2000 sur Ferrari F355. En 1997, il remporte l’épreuve de Brno en FIA Sportscar sur une Centenari (en). Il court encore en 2010 en championnat italien de GT. En mai 2013, il participe, au volant d'une Abarth 695 à la manche de Dijon-Prenois du Trofeo Abarth européen.

## Résultats en championnat du monde de Formule 1
| Saison | Écurie                                           | Châssis                              | Moteur                              | Pneus     | GP disputés | Points inscrits | Classement |
| ------ | ------------------------------------------------ | ------------------------------------ | ----------------------------------- | --------- | ----------- | --------------- | ---------- |
| 1972   | Scuderia Ferrari SpA SEFAC                       | 312B 312B2                           | Ferrari V12 Ferrari 12 à plat       | Firestone | 2           | 1               | 20e        |
| 1973   | Scuderia Ferrari SpA SEFAC                       | 312B3                                | Ferrari 12 à plat                   | Firestone | 9           | 6               | 12e        |
| 1974   | Frank Williams Racing Cars                       | Iso-Marlboro FW                      | Cosworth V8                         | Firestone | 14          | 4               | 17e        |
| 1975   | Frank Williams Racing Cars Copersucar-Fittipaldi | FW FW04 FD03                         | Cosworth V8 Cosworth V8 Cosworth V8 | Goodyear  | 6           | 0               | n.c.       |
| 1976   | Ovoro Team March Walter Wolf Racing              | March 761 Williams FW05              | Cosworth V8 Cosworth V8             | Goodyear  | 11          | 0               | n.c.       |
| 1977   | Team Merzario Shadow Racing Team                 | March 761B Shadow DN8                | Cosworth V8 Cosworth V8             | Goodyear  | 5           | 0               | n.c.       |
| 1978   | Team Merzario                                    | Merzario A1                          | Cosworth V8                         | Goodyear  | 8           | 0               | n.c.       |
| 1979   | Team Merzario                                    | Merzario A1B Merzario A2 Merzario A4 | Cosworth V8                         | Goodyear  | 2           | 0               | n.c.       |
| 1980   | Team Merzario                                    | Merzario M1                          | Cosworth V8                         | Goodyear  | 0           | 0               | n.c.       |

## Palmarès (non exhaustif) en Sport-prototypes

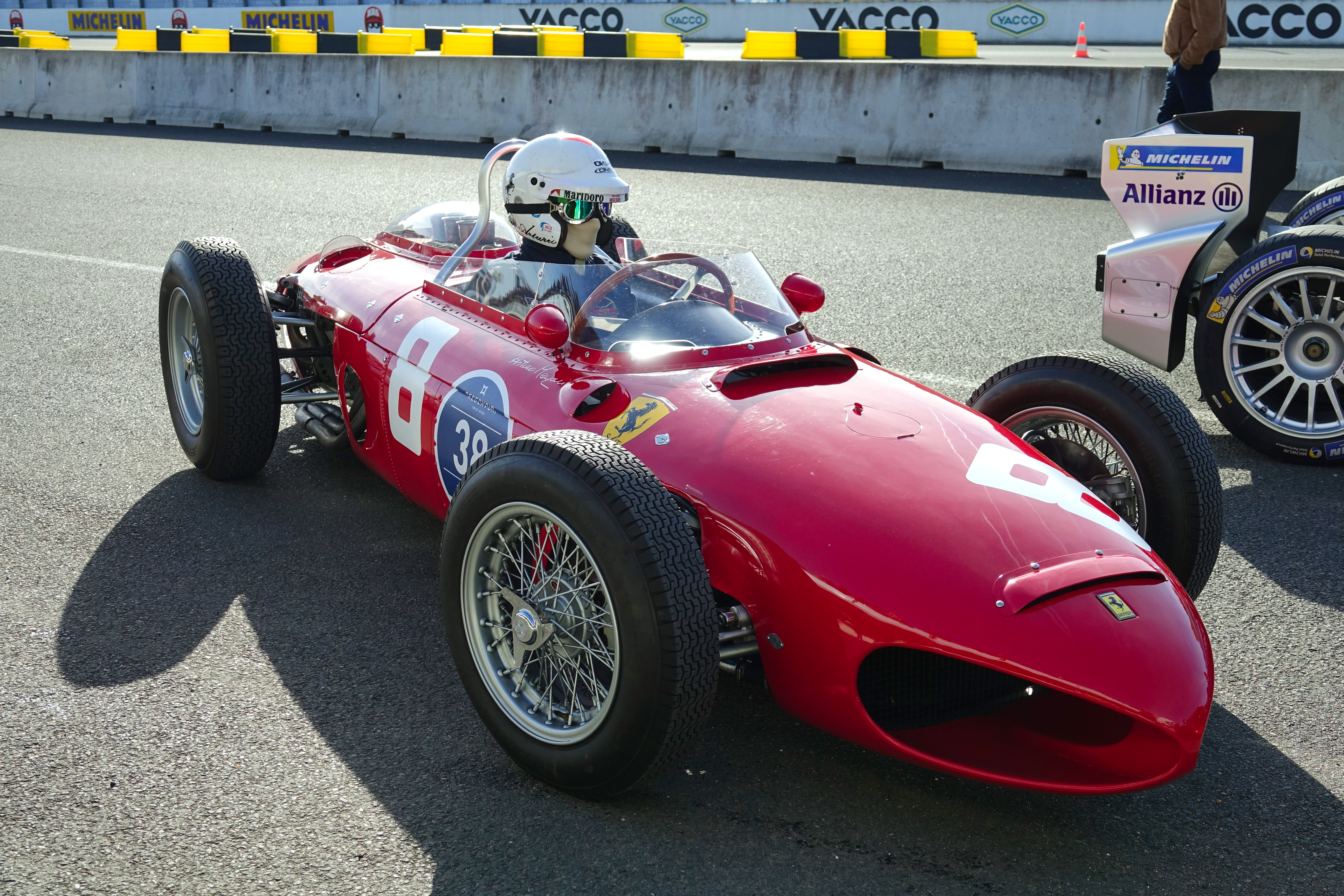
Arturo Merzario lors de «Les Grandes Heures Automobiles 2018»

- 1969 : Championnat d’Europe de la montagne, catégorie Sport, Abarth : Champion
- 1972 : Championnat d’Europe de la montagne, catégorie 2 L, Abarth : Champion
- 1972 : Coppa Cittá di Enna, Abarth Osella : Victoire
- 1972 : Targa Florio (avec Sandro Munari), Ferrari 312 PB : Victoire
- 1972 : 24 Heures de Spa (avec Brian Redman), Ferrari 312 PB : Victoire
- 1972 : 9 Heures du Rand (avec Clay Regazzoni), Ferrari 312 PB : Victoire
- 1973 : 24 Heures du Mans (avec Carlos Pace), Ferrari 312 PB : 2e
- 1973 : 500 km du Nürburgring, Abarth-Osella PA1 : 1er
- 1974 : 1 000 km de Monza (avec Mario Andretti), Alfa 33 TT 12 : Victoire
- 1975 : 800 km de Dijon (avec Jacques Laffite), Alfa 33 TT 12 : Victoire
- 1975 : 1 000 km de Monza (avec Jacques Laffite), Alfa 33/2 : Victoire
- 1975 : 1 000 km du Nürburgring (avec Jacques Laffite), Alfa 33TT 12 : Victoire
- 1975 : Coppa Florio d’Enna (avec Jochen Mass), Alfa 33 TT 12 : Victoire
- 1975 : Targa Florio (avec Nino Vaccarella), Alfa 33/2 : Victoire
- 1977 : 500 km de Dijon (avec Jean-Pierre Jarier), Alfa 33 TT 12 : Victoire
- 1977 : 500 km du Castellet (avec Jean-Pierre Jarier), Alfa 33 SC 12 : Victoire
- 1977 : Enna-Pergusa, Alfa 33 SC 12 : Victoire
- 1977 : Estoril, Alfa 33 SC 12 : Victoire

## Faits marquants

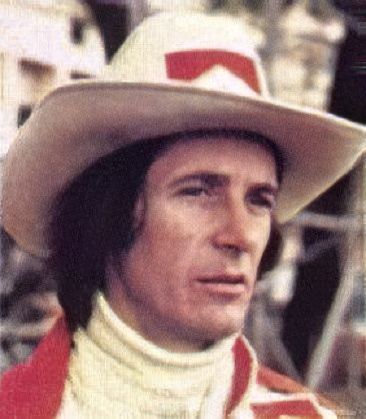
Arturo Merzario en 1976.

Merzario avait signé un contrat de sponsoring personnel avec la marque de cigarettes américaine Marlboro et déambulait toujours dans les paddocks coiffé d’un Stetson immaculé, à l’image du célèbre cow-boy associé à la marque.
Arturo Merzario est un des pilotes qui a sauvé la vie de Niki Lauda lors de son dramatique accident au Nürburgring en 1976. Après que Lauda eut perdu le contrôle de sa monoplace et tapé le talus à 290 km/h, sa voiture a retraversé la piste, heurté les glissières de sécurité et s'est embrasée. Les pilotes Harald Ertl et Brett Lunger tapèrent alors violemment la Ferrari en perdition. Merzario et Guy Edwards stoppèrent alors leur monoplace pour extraire le pilote autrichien du brasier, rejoints par un commissaire de piste puis par Ertl et Lunger. Le Français Jean-Pierre Jarier, arrivé peu après sur les lieux, dira : « J'ai vu un panache de fumée noire au-dessus de la piste. La Ferrari brûlait. Quand je me suis arrêté, Niki était à l'intérieur et Merzario, aidé par Edwards étaient en train de le tirer du feu. Sans eux, je me demande s'il s’en serait sorti. »